# Emil Goll
Emil Goll (* 5. Dezember 1865 in Frankfurt am Main; † 28. Dezember 1939 ebenda) war ein deutscher Politiker (DFP, DDP, DStP).

## Leben
Nach dem Besuch der Höheren Bürgerschule absolvierte Goll von 1883 bis 1885 eine Lehre als Küfer in Frankreich. Später übte er eine Tätigkeit als Gastwirt aus und leitete unter anderem das 1876 eingeweihte Frankfurter Zoo-Gesellschaftshaus der Karlsruher Architekten Fritz Kaysser und Joseph Durm im Stil des späten Klassizismus, das Gesellschaftshaus im Palmengarten Frankfurt und zusammen mit Wilhelm Gömöri das feudale Café Esplanade in Frankfurt am Main, Taunusanlage 21 mit Blick auf den Frankfurter Opernplatz.
Goll trat vor 1900 in die Deutsche Freisinnige Partei ein. Er war von 1902 bis 1919 sowie von 1928 bis 1929 Mitglied der Frankfurter Stadtverordnetenversammlung und dort Vorsitzender des Finanzausschusses. Während der Zeit der Weimarer Republik schloss er sich der DDP an, für die er von 1919 bis 1921 der Verfassunggebenden Preußischen Landesversammlung und von 1921 bis 1932 dem Preußischen Landtag angehörte. Nach Umbenennung der DDP 1930 war er Abgeordneter der Fraktion Deutsche Staatspartei. Im Parlament vertrat er den Wahlkreis 19 (Hessen-Nassau).

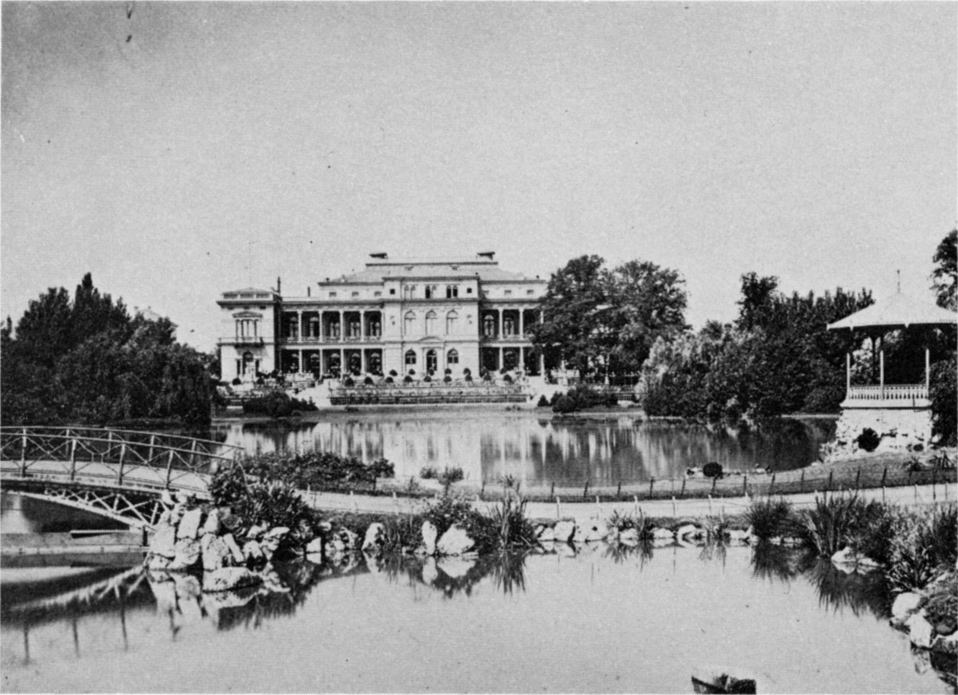
Zoo Gesellschaftshaus Frankfurt
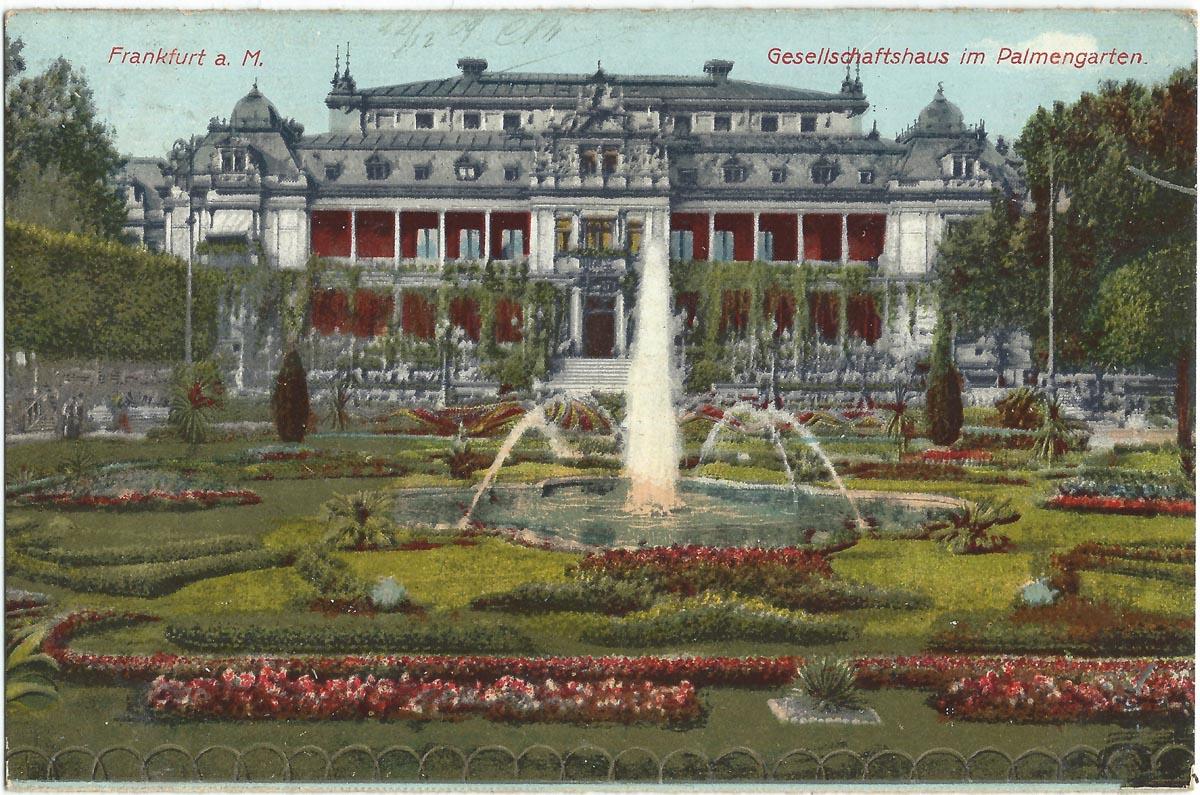
Palmengarten Frankfurt Gesellschaftshaus
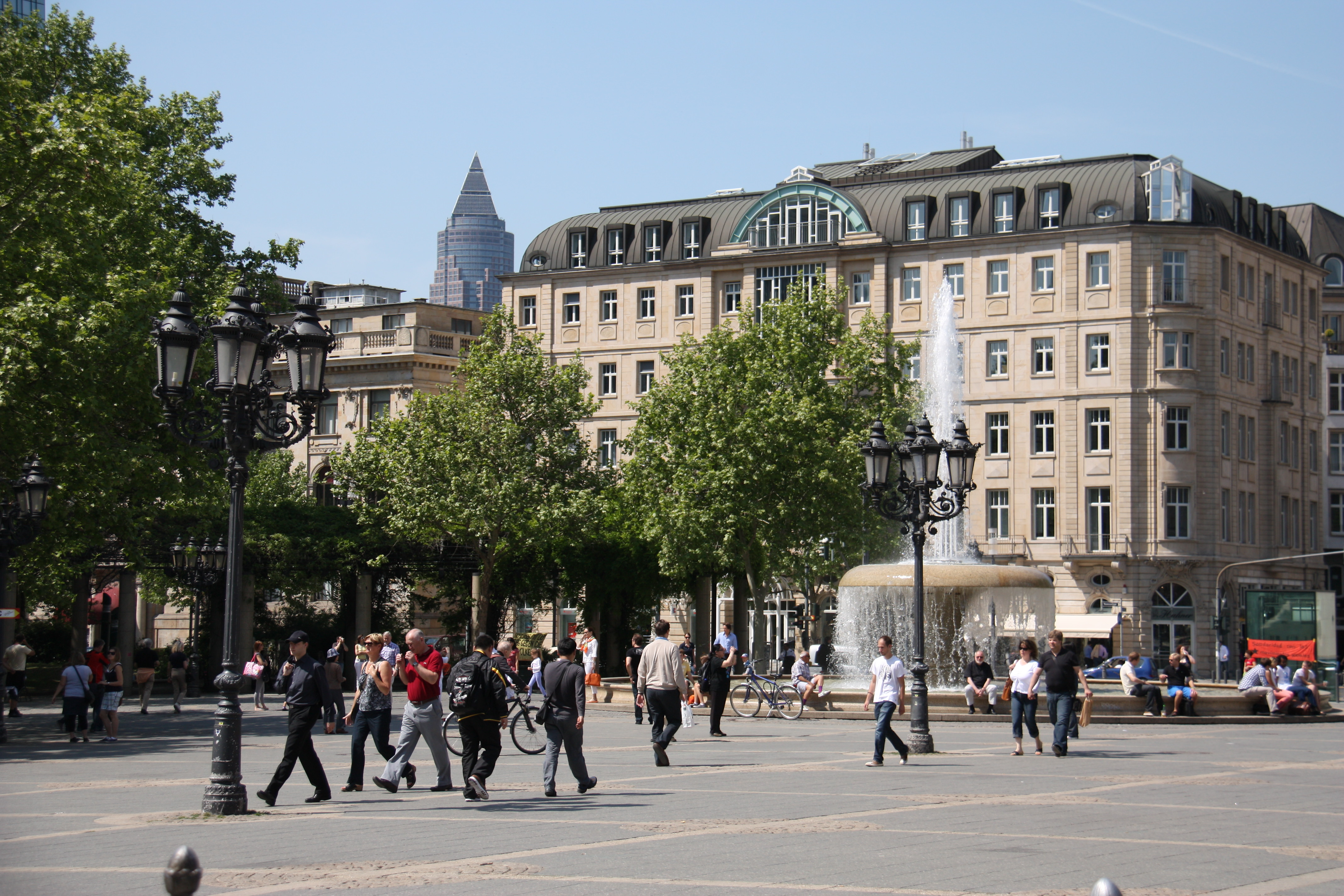
Früherer Sitz des Cafés Esplanade im Erdgeschoß des vormaligen Hotel Imperial
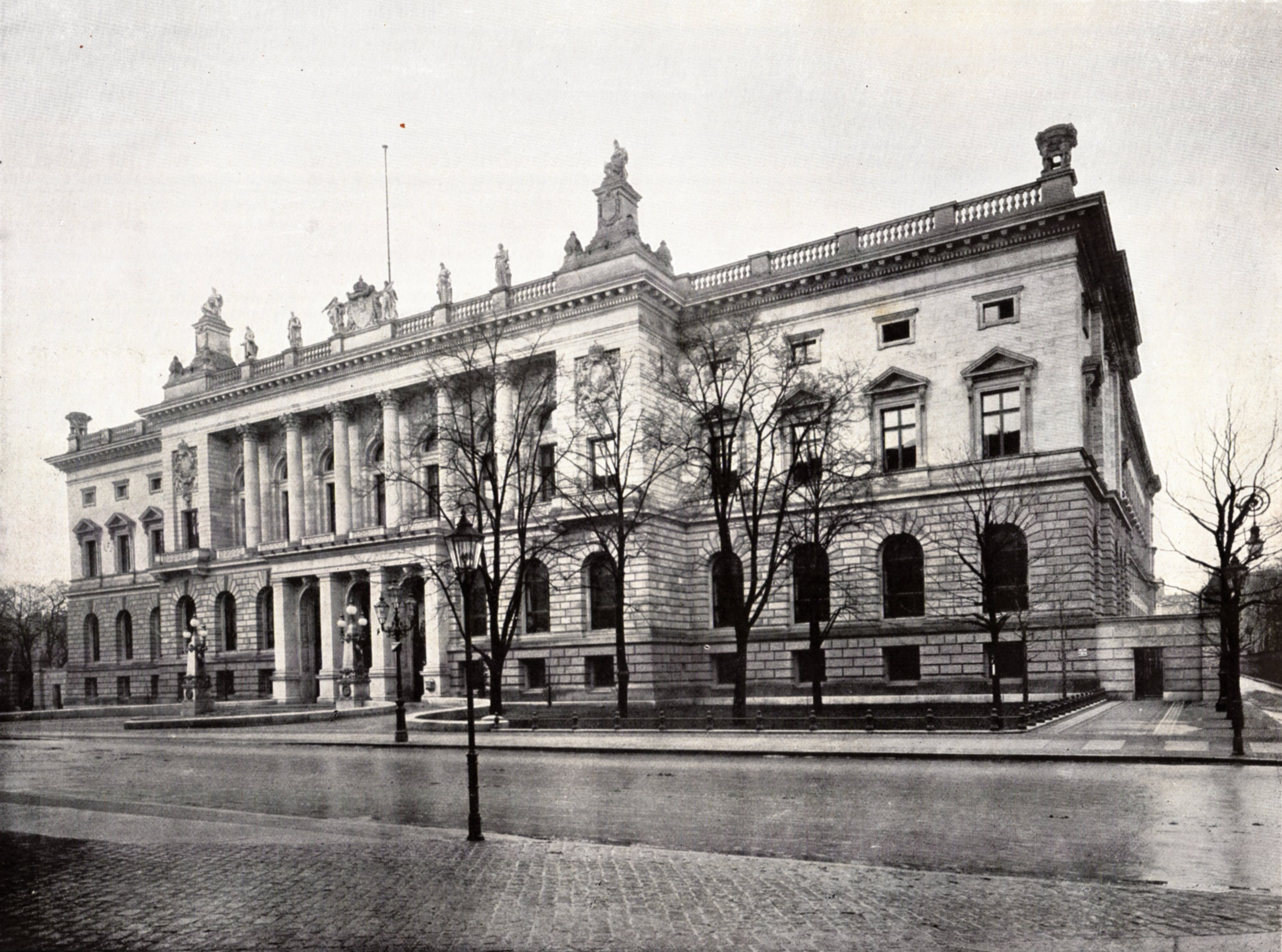
Preußischer Landtag, 11 Jahre Abgeordneter